# NGC 108

NGC 108

 NGC 108  هي مجرة محدبة تقع على بعد يقدر بحوالي 220 مليون سنة ضوئية تقع في كوكبة المرأة المسلسلة. اكتشفها ويليام هيرشيل في 11 سبتمبر 1784.

## وصلات خارجية
- NGC 108 على موقع ويكي سكاي: DSS2, SDSS, GALEX, IRAS, Hydrogen α, X-Ray, Astrophoto, Sky Map, Articles and images